# アンブラール＝ドン
アンブラール＝ドン（イタリア語: Amblar-Don）は、イタリア共和国トレンティーノ＝アルト・アディジェ州トレント自治県にある、人口約500人の基礎自治体（コムーネ）。
2016年1月1日にアンブラールとドンが合併して発足した。

## 地理

### 位置・広がり

#### 隣接コムーネ
隣接するコムーネは以下の通り。括弧内のBZはボルツァーノ自治県所属を示す。
- カルダーロ・スッラ・ストラーダ・デル・ヴィーノ (BZ)
- カヴァレーノ
- プレダイア (コーレド)
- ロメーノ
- スフルツ
- テルメーノ・スッラ・ストラーダ・デル・ヴィーノ (BZ)

## 行政

### 分離集落
アンブラール＝ドンには、以下の分離集落（フラツィオーネ）がある。
- Amblar, Don (sede comunale)